# QF 3インチ 20cwt高射砲
QF 3インチ 20cwt高射砲（英: QF 3 inch 20 cwt anti-aircraft gun）は、第一次世界大戦においてドイツの飛行船及び爆撃機からのイギリス本土防空、そして西部戦線での使用で主力となった高射砲である。また本砲は第一次大戦時のイギリス海軍艦艇、そして第二次世界大戦時の潜水艦備砲としても一般的であった。名称の｢20cwt｣とは砲身と砲尾の合計重量（1cwt = 1ハンドレッドウェイト = 112ポンド、20cwt = 2,240ポンド）に由来し、他の｢3インチ砲｣と呼称される砲と区別するためのものである。本砲以外にも3インチ口径の高射砲が存在したにもかかわらず、第一次大戦期において｢3インチ｣といえば本砲のみを指す単語として用いられた。それが故に多くの書き手は本砲に言及する際に｢3インチ高射砲｣の名称を用いる。

## 設計と開発
本砲は1914年にイギリス陸軍省の指定に基づき、戦前に開発されたヴィッカース社製QF 3インチ艦砲を改修したものが原型である。この砲（Mk.I）は半自動射撃を可能にするために垂直鎖栓式閉鎖機を導入した。砲身及び閉鎖機は砲の発射後に反動で後退し、再び元の位置まで前進する。本砲はこの動作により閉鎖機を開放して空薬莢を排出し、撃発機をコックして装填の準備をすることが可能である。砲手が砲弾を再装填すると砲尾が閉鎖されて射撃する。
初期の弾量12.5ポンド（5.7kg）・初速2,500フィート/秒 (760 m/秒) の榴散弾は砲身を過度に痛める原因となり、また飛翔時の安定性を欠いていた。1916年に導入された弾量16ポンド（7.3kg）・初速2,000フィート/秒 (610 m/秒)の砲弾は弾道性が優れており、また榴弾を使用するのにも適していた。 
Mk.I*は異なるライフリングを有する型式である。次のMk.IIでは半自動機構は失われることとなった。1916年に登場したMk.IIIでは生産能力に合わせて2段階動作式の閉鎖機に戻ることとなった。そしてMk.IVでは単一の砲身と、ウェリン（Welin）式閉鎖栓及びアズベリー（Asbury）式砲尾から成る1段階動作式の閉鎖機を有していた。
1917年に出されたアメリカ陸軍の高射砲に関する報告書では、本砲の半自動式装填システムは高仰角時の動作の困難さゆえに停止してしまい、そしてヴィッカース型の直線引き抜き式閉鎖システムに置き換えられたと書かれている。このため、発射速度は毎分22発から20発へと減少した。本項の参考文献の1つである『A History of the Royal Regiment of Artillery: Anti-aircraft Artillery, 1914-55』の著者、N.W.ラウトレッジは16ポンド砲弾を使用する際の発射速度は毎分16から18発と推察している 。これは実際に継続可能な有効発射速度を表している。

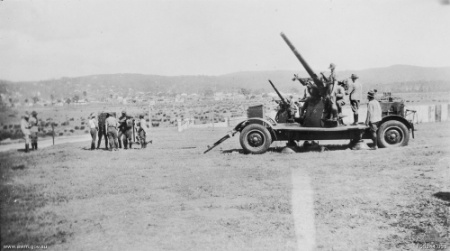
4輪トレーラーに載せられた本砲。左はヴィッカース製の照準算定機。1937年にオーストラリアで撮影。

1930年代初頭、新型の緩衝ばね付き4輪トレーラー式砲床が導入され、第一次大戦時から使用され続けていた旧式の運搬車を置き換えていった。同時に新型の砲身が使用されるようになり、また砲の備品としてヴィッカース社製No.1照準算定機が加わった。戦間期には新たに8つの派生型が生まれた。1934年までにロッキング・バー式の偏差照準機はマグスリップ（Magslip）式受信ダイアルに換えられた。これは照準算定機から入力された情報を受け取り、目標を追尾する代わりに各階層の情報を指示針に表示するものであった。No.1照準算定機は1937年 以降、アメリカのスペリー社製M3A3高射電算機を基にしたNo.2照準算定機によって補完されることとなった。これは速度400マイル/時 (640 km/h) ・高度25,000フィート(7,600 m)で飛行する目標を追尾することが可能であった。これら照準算定機は共に高度諸元を受け取るが、観測具としては主にバー&ストラウド社製UB7測遠機（基線長9フィート）が用いられた。
本砲は1938年以降、より優れた性能を有するQF 3.7インチ高射砲によって取って代わられることとなったが、第二次大戦を通じて種々の本砲が運用され続けた。海軍では1920年代にHA(high-angle：高角)砲架に載せられたQF 4インチ Mk.V艦砲によって置き換えられた。

## 戦歴

### 第一次世界大戦

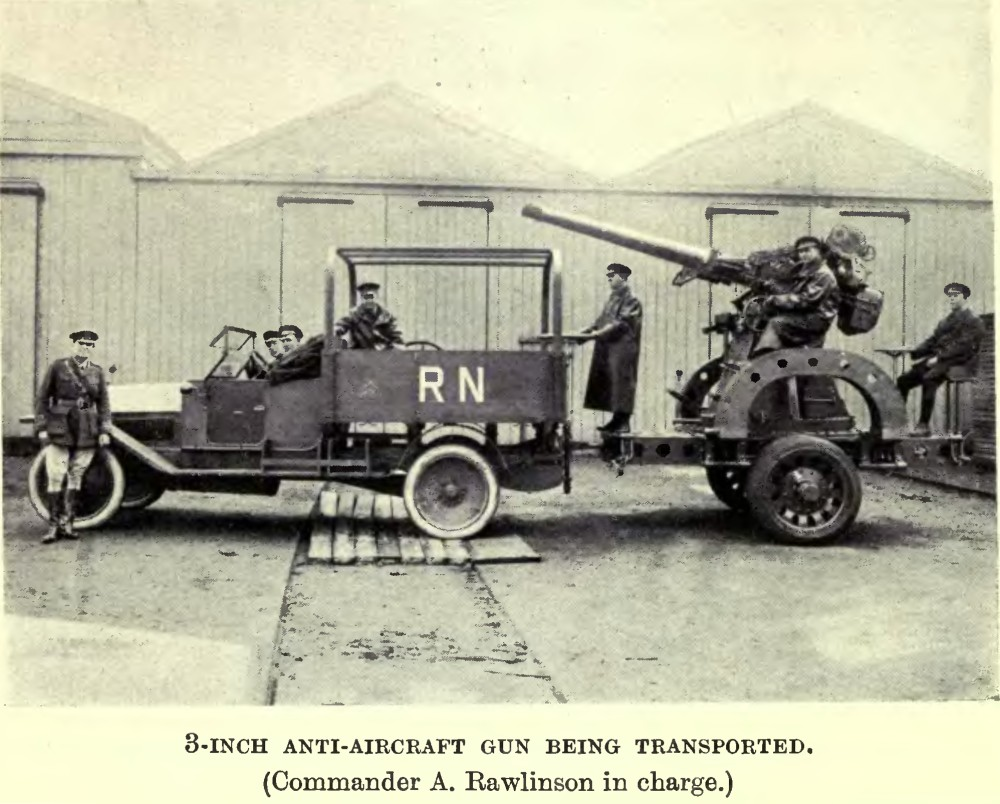
本砲を搭載した2輪の移動台車を牽引するデモンストレーションの様子。

イギリスは第一次大戦に参戦した時点では高射砲を1門も有していなかった。大戦が始まってドイツがベルギーとフランスの北東部を占領するとイギリス本土の重要な施設が空からの攻撃を受けるという事態が現実化することとなった。イギリス政府は高射砲として適する兵器を探し始めた。海軍は限定的な数、おそらく18門の3インチ砲を艦艇から取り外して1914年12月までにイギリスの重要な施設の防空用に供給した。これらの3インチ砲は高射砲として専用に改修された3インチ砲が製造されて任務に就くまでの間運用され、砲の操作はイギリス海軍予備員の要員が行った。その後は王立要塞砲兵連隊が運用を行い、運搬車の運転手や要員は陸軍輜重隊から派遣された。 
本砲以外の初期の高射砲で、現有のQF 13ポンド砲及びQF 18ポンド砲を原型としたものはQF 13ポンド 9cwt高射砲を除いて高射砲として不適格であると判明した。しかし13ポンド 9cwt高射砲も射高が不十分であり、射撃にはかなり軽量の砲弾を使用していた。本砲は強力かつ安定した飛翔性能を有する16ポンド砲弾を使用し、非常に高い射高を持っていた。これらから、高高度を飛行するツェッペリン飛行船や爆撃機からイギリス本土を防衛するのに適していた。16ポンド砲弾は水平線に対し25°の仰角を与えて射撃した場合、高度5,000フィート（1,500 m）に達するのに9.2秒を要した。同様に40°の角度で高度10,000フィート（3,000 m）に達するのに15.5秒、55°の角度で高度15,000フィート（4,600 m）に達するのに18.8秒を要する。これにより砲隊は航空機の9から18秒後の未来位置を計算する必要があり、それに応じて偏差を決定して信管を正しく設定し、装填・照準・発射を行う。偏差角は光学式の高度測定機及び測遠機を用いてグラフと機械から計算される。これらの情報は2つの部分からなるウィルソン・ダルビー（Wilson-Dalby）式照準算定機に送られ、砲に取り付けられた計器に信管の長さを表示した。

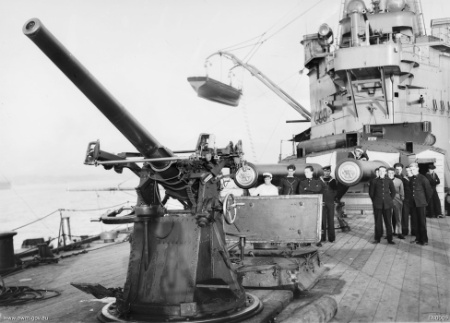
本砲は第一次大戦期のイギリス及びコモンウェルス諸国の艦載砲としても一般的な存在であった。画像は巡洋戦艦 HMASオーストラリアに搭載された本砲、1918年12月撮影。

打ち上げた砲弾を空中で炸裂させるために必要なイギリスの時限信管は粉状薬が燃えるものであった。しかしながら粉状薬の燃える割合は気圧が減少するに従って変化してしまい、新たに対空射撃を行う際に信管が不均一であるという問題をもたらした。改修した信管はやや均一な性能に近づいたものの、問題が解決されたわけではなかった。ドイツが時計式の時限信管を開発する一方で、イギリスの対策は遅々として進まなかった。更に実際の運用からタイマーが故障した場合に榴散弾を炸裂させるのに用いられる時限信管内の衝撃機構は、砲弾が友軍のいる地域や市民の近くに落下した際に危険だということで廃止する必要があると判明した。榴弾を炸裂させるためには発火式の信管を取り付けるための孔が必要であった。
本砲の反動は比較的小さく、発射に伴う砲身の後退距離は11インチ(280mm)であった。これにより本砲は、反動の大きな野砲を原型とした13ポンド 9cwt高射砲のような砲よりも高い発射速度を有することができた。後退・前進の作動期間が短ければ短いほど速く装填し再発射ができる。
1916年6月までに202門の本砲がイギリス本土防空のために展開した。この時点でイギリスが保有する高射砲の総数は371門であった。
西部戦線に本砲が初めて配備されたのは1916年11月であり、この年の終わりまでに91の班（Section、en:Section (military unit)を参照）のうち10の班が本砲を装備した。高射砲班は本砲2門を装備し、この編成は一般的なものとなった。
第一次世界大戦の終結までにイギリス本土に配備された402門の高射砲のうち257門が本砲であり、固定砲床や移動砲床に搭載されて地上での任務に就いていた。また西部戦線に配備されていた348門の高射砲のうち102門が本砲であり、ピアレス4トン運搬車（諸元表画像参照）などの重運搬車に搭載されていた。更に海軍でも多くの本砲が艦艇に搭載されていた。

### 性能
下記の表は第一次大戦期のイギリス製高射砲の性能を比較したものである。
| 砲の種類                         | 初速       | 弾量    | 到達所要時間 （5,000ft、 射角25°） | 到達所要時間 （10,000ft、 射角40°） | 到達所要時間 （15,000ft、 射角55°） | 最大到達高度 |
| QF 13ポンド 9cwt高射砲           | 1990 ft/秒 | 12.5 lb | 10.1 秒                            | 15.5 秒                             | 22.1 秒                             | 19,000 ft    |
| QF 12ポンド 12cwt高射砲          | 2200 ft/秒 | 12.5 lb | 9.1 秒                             | 14.1 秒                             | 19.1 秒                             | 20,000 ft    |
| QF 3インチ 20cwt高射砲（1914年） | 2500 ft/秒 | 12.5 lb | 8.3 秒                             | 12.6 秒                             | 16.3 秒                             | 23,500 ft    |
| QF 3インチ 20cwt高射砲（1916年） | 2000 ft/秒 | 16 lb   | 9.2 秒                             | 13.7 秒                             | 18.8 秒                             | 22,000 ft    |
| QF 4インチ Mk.V艦砲              | 2350 ft/秒 | 31 lb   | 4.4 秒                             | 9.6 秒                              | 12.3 秒                             | 28,750 ft    |

### 第二次世界大戦

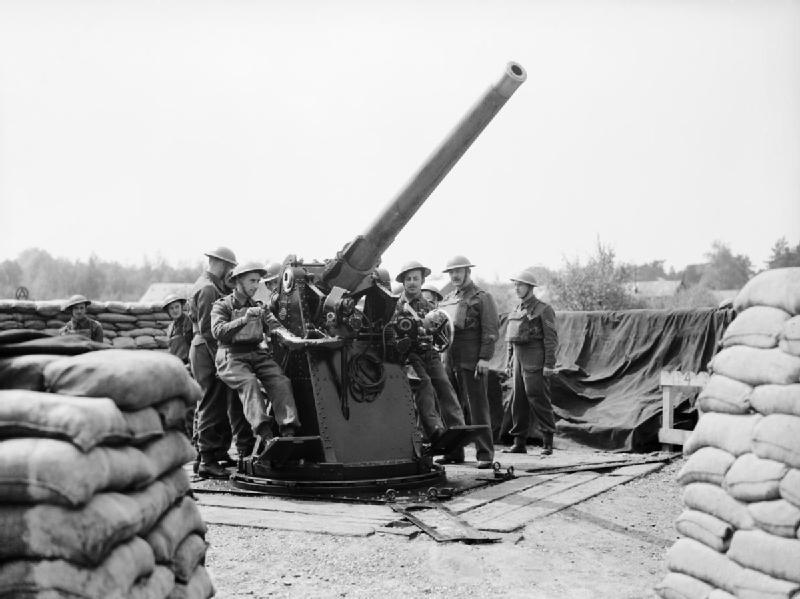
ケント州ヘイズ・コモン（Hayes Common）に展開する第99高射砲連隊第303大隊。1940年5月撮影。

1939年に第二次世界大戦が勃発した時点でイギリスはおよそ500門の本砲を有していた。戦争初期、本砲の多くは新型の3.7インチ高射砲に代替されるまでHAA（Heavy Anti-Aircraft、重防空）任務に就いていた。一部の砲は1942年にイギリス空軍連隊が編成されると同部隊に移管されてLAA（Light Anti-Aircraft、軽防空）高射砲として飛行場の防衛任務に就いた。この任務はやがてボフォース 60口径40mm機関砲によって代替されていった。
本砲の動員にあたり、HAA任務のために保管されていた233門がいくつかの部品や計器を失っていることが判明した。1939年12月には120門の本砲がイギリス海外派遣軍とともにフランスに展開したが、これは新型の3.7インチ高射砲48門と比較された。
1941年には100門の旧式化した本砲が3インチ 16cwt対戦車砲として対戦車砲に転用された。これは弾量12.5ポンドの徹甲弾を発射するものであり、主としてドイツ軍のイギリス上陸に備えて本土防衛用として配備された。

#### 潜水艦備砲として
第二次世界大戦を通じて本砲は海軍のS級潜水艦やU級潜水艦、V級潜水艦に搭載された。

### フィンランドでの運用
イギリスは冬戦争の期間中、1939年11月30日から1940年3月にかけて24門の3インチ高射砲Mk.IIIと7基のM/34火器管制電算機をフィンランドに供給した。しかしながら到着が遅かったために冬戦争で使われることはなく、1941年から1944年にかけての継続戦争で使用された。

## 第一次世界大戦時の弾薬
|                              |                            |                              |                                                                                |
| Mk I 12.5ポンド榴散弾 1914年 | Mk I 12.5ポンド弾頭 1914年 | 榴散弾用 No.84時限・衝撃信管 | （左）No.2信管取付孔に装着されたNo.80/44時限信管 （右）榴弾用の44/80信管取付孔 |

## 現存する本砲
- 王立砲兵博物館（イギリス、ロンドン）
- ペンデニス城（イギリス、コーンウォール）- 参考
- 非合法移民・海軍博物館（イスラエル、ハイファ）

1948年に沈没したエジプト船"El Amir Faruk"号に乗せられていたもの。俯仰機構が失われている。- 参考画像
第二次中東戦争でエジプトから鹵獲したもの。砲尾の閉鎖ねじが失われている。- 参考画像
- 対空兵器博物館（フィンランド、トゥースラ）- Mk.IIIが展示
- 旧オウル駐屯地跡（フィンランド、オウル）- 参考画像